# Educação Sentimental (álbum)
Educação Sentimental é um álbum de estúdio da banda brasileira de pop rock Kid Abelha e Os Abóboras Selvagens,  posteriormente conhecidos apenas como Kid Abelha, lançado originalmente em 1985 pela Warner Music. Dentre os sucessos lançados deste álbum estão "Lagrimas e Chuva", "Garotos", "Educação Sentimental", "Os Outros" e "Educação Sentimental II". O álbum vendeu cerca de 200 mil cópias, ganhando disco de ouro pela ABPD. Este foi o último álbum com a participação de Leoni na banda, então principal compositor do grupo.

## Informações
Produzido por Liminha, o segundo álbum do Kid Abelha e Os Abóboras Selvagens,  posteriormente conhecidos apenas como Kid Abelha, foi atrasado alguns meses devido à preparação da banda para participar da primeira edição do Rock in Rio.
O título do álbum foi inspirado em um livro do escritor francês Flaubert, L'Éducation sentimentale, de 1869. Diferente do álbum anterior onde as composições eram focadas na adolescência, a temática do disco gira em volta do mundo jovem, liberdade, auto suficiência, a saída da casa dos país e principalmente as lições da vida sobre amores maduros. A canção "Lágrimas e Chuva" teve a composição e seu título inspirados no filme de ficção científica Blade Runner na porção do monólogo "Tears in Rain, sendo que os arranjos e a gravação foram realizadas separadamente em Teresópolis, na casa de George Israel.
Entre as canções do disco, está uma regravação de "A Fórmula do Amor", que antes já havia sido lançada como single por Léo Jaime com participação da banda. Na verdade, este single, retirado do álbum de Léo Jaime, acabou por servir de promoção para o álbum da banda, já que foi lançado em abril, poucos dias antes do álbum.

## Recepção da Crítica
Na época de seu lançamento o álbum recebeu diversas críticas negativas, sendo classificado principalmente como "descartável" pelos críticos. Os jornais paulistas, como o Diário de São Paulo e a Folha de S. Paulo, criticavam principalmente o Kid Abelha e Os Abóboras Selvagens, tal como o Blitz e Os Paralamas do Sucesso, por se tratar se uma banda de pop rock carioca, fora do circuito paulista deste estilo de música, declarando que o grupo era "sinônimo de porcaria". Anos depois de seu lançamento o álbum foi classificado como uma das grandes obras-primas da década de 80, sendo considerado um dos melhores da década. Richard Schott do Mondo Bacana declarou que o álbum era o melhor de toda carreira do Kid Abelha e que a banda "jamais faria um disco tão arrojado musical, poetica e conceitualmente". O site 1001 Br declarou que o álbum era marcante, destacando como as melhores canções "Os Outros" e "Garotos".

### Replica
Devido às inúmeras críticas sobre o rock carioca, Paula Toller disse na época que "os paulistas têm o vício de achar que os cariocas ficam o dia inteiro na praia", declarando também que:
| “ | Há um limite entre o que é descaradamente aproveitador e o que não é. O mais interessante, no entanto, é você ver que o público de rádio não distingue isso. Na programação, você está no mesmo saco de todos os outros trabalhos. Eu, por exemplo, gosto de um oitavo das coisas que tocam em FM. Mas quando a gente recebe cartas das pessoas, eles elogiam nossa música e dizem que gostam também de umas coisas que a gente até acha descartável. A marca fundamental do nosso trabalho é a sinceridade. Para mim o sucesso é ser perene | ” |

.

## Lista de faixas
| N.º | Título                      | Compositor(es)                        | Duração |  |
| 1.  | "Lágrimas e Chuva"          | Leoni, Bruno Fortunato, George Israel | 4:33    |  |
| 2.  | "Educação Sentimental II"   | Leoni, Paula Toller, Herbert Vianna   | 4:51    |  |
| 3.  | "Conspiração Internacional" | Leoni, Paula Toller                   | 3:55    |  |
| 4.  | "Os Outros"                 | Leoni                                 | 3:25    |  |
| 5.  | "Amor por Retribuição"      | Leoni, George Israel                  | 3:35    |  |
| 6.  | "Educação Sentimental"      | Leoni                                 | 4:03    |  |
| 7.  | "Garotos"                   | Leoni, Paula Toller                   | 4:24    |  |
| 8.  | "Um Dia em Cem"             | Leoni, Paula Toller                   | 3:23    |  |
| 9.  | "Uniformes"                 | Leoni, Leo Jaime                      | 4:08    |  |
| 10. | "A Fórmula do Amor"         | Leoni, Leo Jaime                      | 5:00    |  |

## Ficha técnica

### Banda
- Paula Toller — voz
- Leoni — voz, backing vocal, baixo e violão
- George Israel — saxofone, flauta e violão
- Bruno Fortunato — Guitarra

| - Léo Jaime — vocais - Cláudio Infante - bateria - Roberto de Carvalho — piano - Jorjão Barreto — teclados - Leo Gandelman e Zé Carlos — metais | - Liminha; — direção artística, produção, mixagem - Ricardo Garcia — técnicos de gravação - Evaristo Branco — assistente de gravação - Vitor Farias — mixagem - Ricardo Garcia — direção técnica - Eduardo Pastorelli — direção técnica |

## Vendas e certificações
| País / Certificadora | Certificação | Vendas  |
| -------------------- | ------------ | ------- |
| Brasil (ABPD)        | 2× Ouro      | 200.000 |